# Cheilanthes dinteri
Cheilanthes dinteri är en kantbräkenväxtart som beskrevs av Guido Georg Wilhelm Brause. Cheilanthes dinteri ingår i släktet Cheilanthes och familjen Pteridaceae. Inga underarter finns listade.